# Политехнический институт Гренобля
Политехнический институт Гренобля (фр. Institut polytechnique de Grenoble, Groupe Grenoble INP) ― высшее учебное заведение в городе Гренобль, Франция. В качестве структурных подразделений включает в себя восемь школ инженерной и управленческой направленности.
Политехнический институт предлагает двухлетнюю программу подготовительного класса, отдел вечернего обучения, 21 лабораторию и аспирантуру по направлению инженерных наук. Каждый год институт выпускает более 1100 инженеров, что делает его крупнейшей «большой школой» Франции.
Большая часть института находится в Гренобле, за исключением ESISAR, который располагается в Валансе.

## История
Политехнический институт Гренобля родился в годы активного освоения Альп. Он был официально основан в 1900 году и первоначально именовался Электротехническим институтом. Промышленные пионеры примерно тогда же обнаружили, что после освоения гидравлической энергии и создания начальных промышленных учреждений они также нуждаются в хорошо обученных инженерах.
Гренобльский институи, первый в своём роде во Франции, стал политехническим и постоянно рос в масштабах, став Национальным политехническим институтом (INPG) в 1971 году, а его первым президентом стал Луи Неель, лауреат Нобелевской премии по физике.
Институт в настоящее время участвует в проекте Minatec ― одном из крупнейших в Европе центров исследований в области нанотехнологий.
Институту было присвоено звание «Европейский университет» Европейской комиссией . Вместе с шестью другими европейскими техническими университетами Гренобльский технологический институт сформировал альянс UNITE! (Университетская сеть инноваций, технологий и инженерии, University Network for Innovation, Technology and Engineering). Целью проекта является создание трансъевропейского кампуса, внедрение трансъевропейских учебных программ, содействие научному сотрудничеству между университетами-участниками и расширение обмена знаниями между странами. В альянс входят Дармштадтский технический университет, Университет Аалто, Королевский технологический институт, Туринский политехнический университет, Политехнический университет Каталонии и Лиссабонский университет.

## Организация
Академический персонал и исследователи:
- 1250 преподавателей (350 постоянных).
- 1400 исследователей (300 постоянных).
- 450 административных сотрудников.

Студенты (данные 2014 г.):
- 1428 бакалавров.
- 3036 магистрантов.
- 842 докторанта.

Общее количество студентов в 2014―2015 годах составило 5 306 человек, в том числе 1 152 иностранных.
Большинство студентов поступают в институт после двухгодичной программы бакалавриата, французских Classes préparatoires aux grandes écoles, отбор на которую осуществляется по результатам вступительного экзамена. Однако некоторое количество студентов (менее 10%) могут быть приняты в INPG без вступительного экзамена. Такие студенты должны пройти ещё одну двухлетнюю программу бакалавриата, называемую подготовительным курсом CPP, и иметь минимальный средний балл в конце программы. Эта программа была создана французскими национальными политехническими институтами в 1993 году для того, чтобы привлечь ещё больше французских выпускников средних школ, а также студентов с особыми спортивными или музыкальными способностями.

## Структурные подразделения
- Национальная школа энергетики, воды и окружающей среды или Ense (École nationale superieure de l'énergie, l'eau et l'environnement), основанная в 2008 году и созданная в результате слияния бывших школ ENSHMG и ENSIEG.
- Национальная школа компьютерных наук и прикладной математики Гренобля или Ensimag,  (Ecole Nationale Supérieure d'informatique et de mathématiques appliquées de Grenoble), основанная в 1960 году: обучает инженеров проектированию и использованию компьютерных и математических инструментов: СБИС и компьютерный дизайн, разработка программного обеспечения, телекоммуникации и сети, распределенные приложения и системы, обработка и синтез изображений, моделирование экономических и финансовых систем, научные вычисления. Департамент телекоммуникаций, основанный ENSIMAG и ENSERG в 1999 году, объединился с Ensimag.
- Высшая национальная школа передовых систем и ресурсов, или Esisar, была основана в 1995 году и базируется в Валансе. Школа готовит инженеров для овладения технологиями информации и связи.
- Национальная школа промышленной инженерии (École nationale superieure de génie industriel) или Génie industriel, основанная в 1990 году, является промышленным и системным инженерным отделом института. Она готовит инженеров, специализирующихся в области организации и технологического управления. Génie industriel была создана в результате слияния ENSGI и ENSHMG.
- Международная школа бумаги, печатных коммуникаций и биоматериалов (École internationale du papier, de la Communication imprimée et des biomateriaaux) или Pagora, была основана в 1907 году. Она готовит инженеров для бумажной и полиграфической промышленности: физическая химия и механика, технологическое проектирование, производство и переработка бумаги, а также методы печати.
- Национальная школа физики, электроники и материалов (École nationale superieure de physique, électronique et materiaux) или Phelma, основанная в 2008 году и созданная в результате слияния бывших школ ENSPG, ENSEEG и ENSERG.
- Университетская политехническая школа Политехнического института Гренобля (École polytechnique universitaire de l'Institut Polytechnique de Grenoble) или Polytech Grenoble была основана в 2002 году. Школа предлагает различные курсы в современных технологических областях.
- Гренобльский институт делового администрирования (Institut d'administration des entreprises de Grenoble) или Grenoble IAE был основан в 1956 году. Это школа государственного управления Университета Гренобль-Альпы[6].